# Batallas del Sinaí (1948)
Las batallas del Sinaí se refieren a una serie de enfrentamientos militares entre las Fuerzas de Defensa de Israel (FDI) y el Ejército egipcio, luchando en la península del Sinaí entre diciembre de 1948 y enero de 1949, como parte de la Operación Horeb israelí. El Comando Sur de las FDI, bajo Yigal Alón, concentró a sus fuerzas para avanzar en el Sinaí, tras su éxitos en las batallas de Bir 'Asluj y 'Auja.
Las fuerzas de las brigadas Néguev y 8.ª entraron en el Sinaí el 28 de diciembre, y por la noche capturaron Umm Katef y Abu Ageila. Continuaron al norte a al-Arish, que Alón planeó capturar, con el fin de rodear a la fuerza expedicionaria egipcia en Palestina y poner fin a la guerra. Sin embargo, debido a consideraciones políticas y diplomáticas, todas las fuerzas israelíes se retiraron del Sinaí, el 2 de enero de 1949. Otro intento de rodear a las fuerzas egipcias fue realizado al día siguiente en la batalla de Rafah, pero el primer ministro David Ben-Gurión ordenó a las FDI dar marcha atrás, poniendo fin a los enfrentamientos militares en la guerra.

## Antecedentes
La tercera y última etapa de la guerra árabe-israelí de 1948 comenzó el 15 de octubre de 1948, cuando Israel lanzó la Operación Yoav en el frente sur. Mientras que los israelíes hicieron ganancias tácticas y estratégicas significativas en esta, la situación política cambió poco, y Egipto todavía estaba arrastrando sobre sus pies las negociaciones de armisticio propuestas. Por lo tanto, la Operación Horeb fue lanzada en el sur con el objetivo final de expulsar a todas las fuerzas egipcias de Israel.

## Preludio

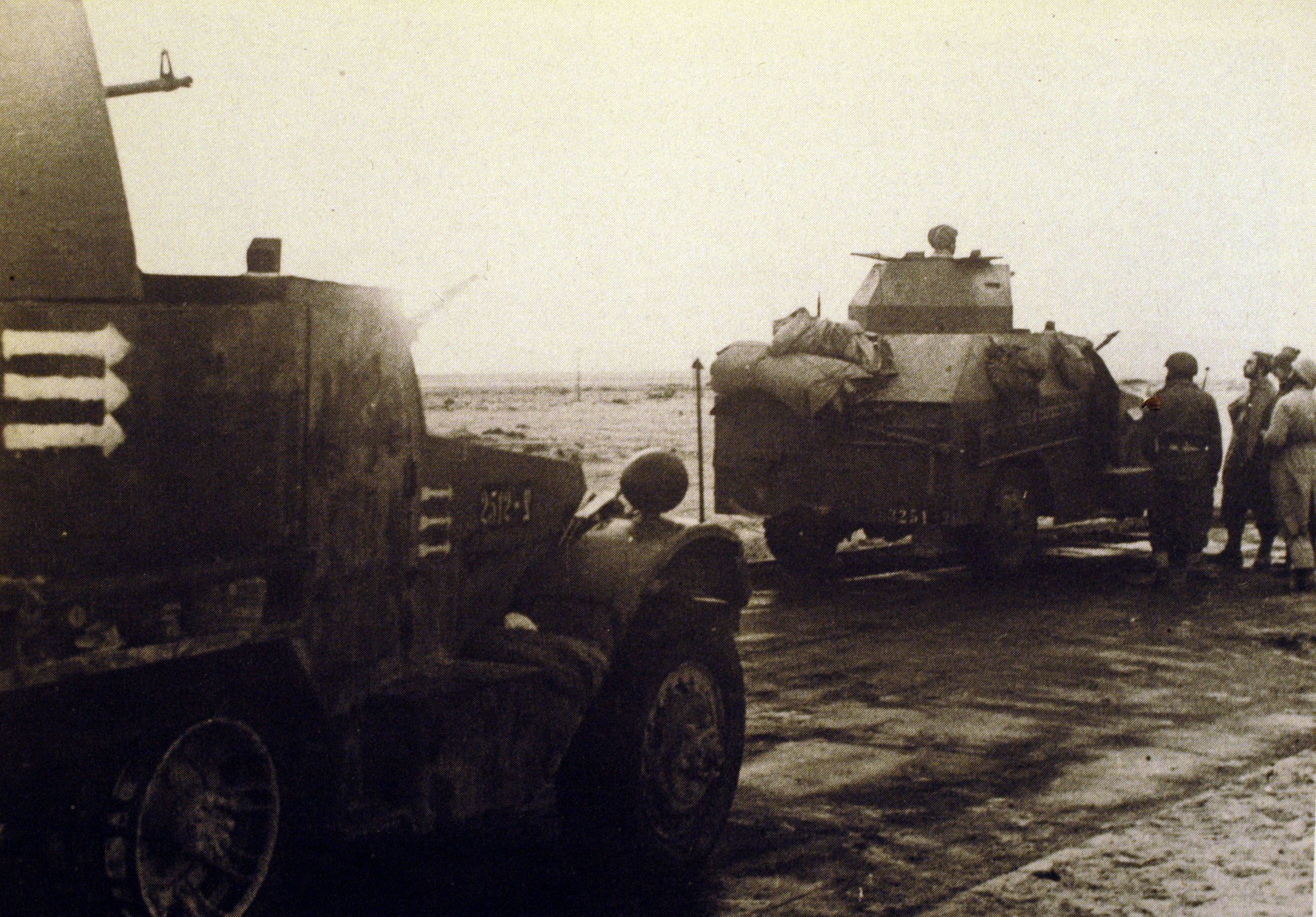
Vehículos blindados israelíes acercándose a la frontera del Sinaí.

El principal objetivo de la Operación Horeb estaba en el sur, y el 25-27 de diciembre las fuerzas israelíes capturaron la carretera Beersheba-'Auja, incluyendo Bir 'Asluj. El Comando Sur decidió explotar este éxito con el fin de completar la Operación Horeb, a saber, rodear y finalmente expulsar a todas las fuerzas egipcias de Palestina. La orden de entrar a la península del Sinaí fue dada en la mañana del 28 de diciembre. Esta orden contradecía directamente el plan del Estado Mayor, que prohibía entrar en territorio egipcio. Según Isaac Rabin, entonces jefe de operaciones del Comando Sur, el comando intentó crear hechos concretos antes de obtener la aprobación necesaria para la acción.
El plan original del Comando Sur movilizaba a la 8.ª Brigada para el avance, pero no había tenido tiempo de recuperarse de la batalla de 'Auja, y era necesario abrumar rápidamente las fuerzas egipcias en la península, por lo que el Comando Sur decidió enviar a la Brigada Néguev en su lugar. Abu Ageila era un pequeño oasis en el desierto situado en un cruce de carreteras importantes. Contenía unas pocas casas de barro y un poblado, un pozo de agua y un dique para la recolección de agua en los meses de invierno.

### Operación Comienzo
Mientras que las batallas en la carretera Beersheba-'Auja causaban estragos, el ejército israelí inició la Operación Comienzo (en hebreo: מִבְצָע הַתְחָלָה‎, Mivtza Hatjala) con el objetivo de cortar el suministro a las fuerzas egipcias en Gaza mediante la destrucción de las secciones del ferrocarril costero. A las 11:15 horas del 26 de diciembre, una fuerza de zapadores se encontró con la Marina de Israel y dos lanchas patrulleras, el INS Sa'ar y el INS Palmaj, que desembarcaron a las tropas en el Sinaí, entre al-Arish y Rafah, a las 21:45 horas.
Los zapadores plantaron sus bombas en el kilómetro 235 de la vía férrea, regresaron a sus naves a las 03:00 horas del 27 de diciembre, y las cargas volaron a las 06:00.

## Batalla de Umm Katef

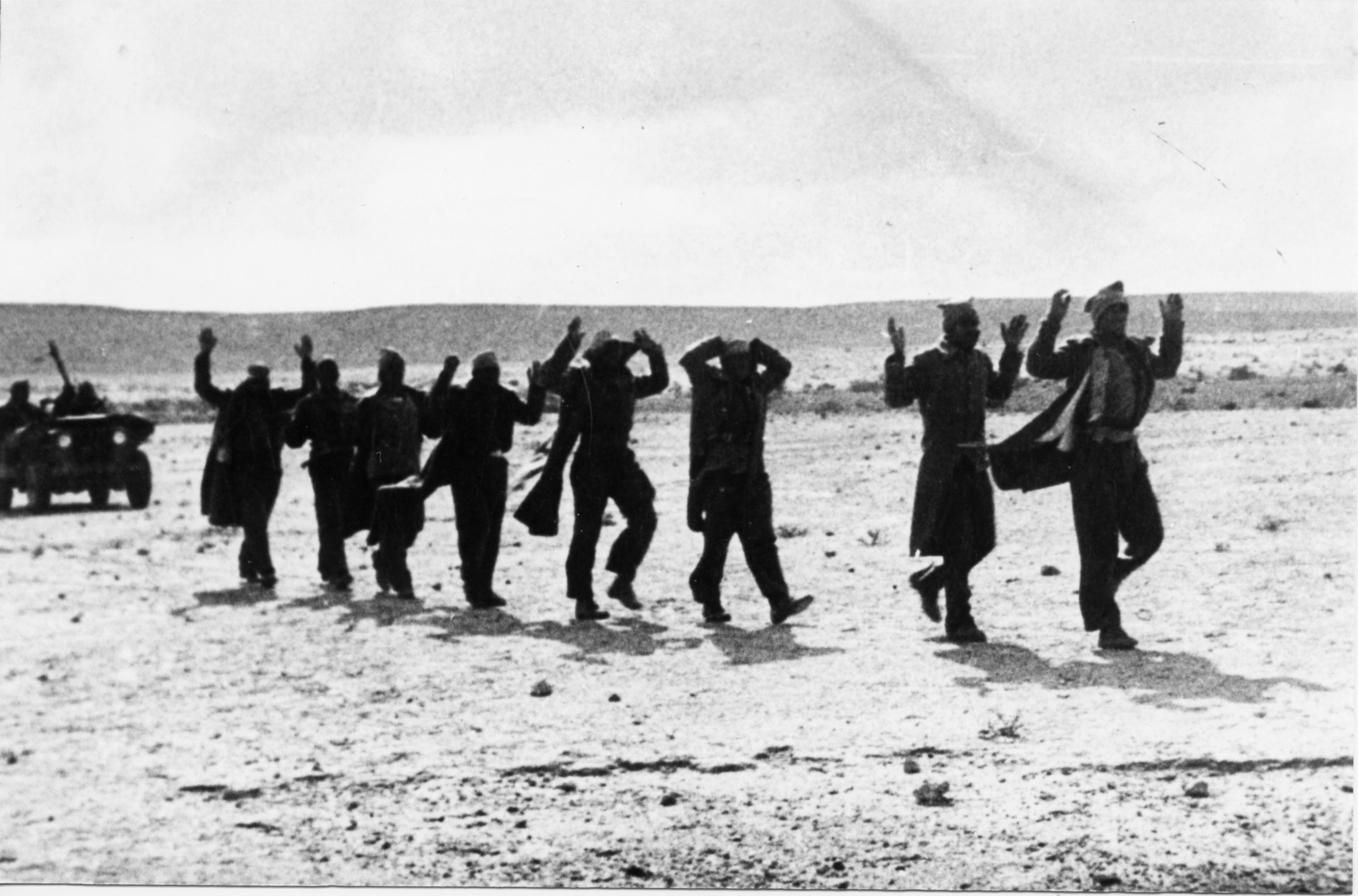
Prisioneros egipcios en la entrada de Abu Ageila.

Las fuerzas israelíes se internaron en el Sinaí a las 14:00 horas del 28 de diciembre. Esta era la primera vez que muchos de los soldados, entre ellos Isaac Rabin, visitaban otro país. La fuerza consistía, en orden de movimiento, en el 9.° Batallón y el personal de la Brigada Néguev, el 82.° Batallón de la 8.ª Brigada y el 7.° Batallón de Infantería del Néguev. Aviones israelíes erróneamente los atacaron, matando a un soldado e hiriendo a otro, hasta que una bandera parecida a la israelí (una bandera militar de la Brigada Judía) fue alzada.
A las 16:30 horas, la fuerza atacó Umm Katef, una posición con vista a Abu Ageila. Los egipcios tenían una fuerza de alrededor de un batallón. Ellos repelieron el ataque israelí con fuego antitanque, mientras que parte del atacante 9.° Batallón se empantanó en las arenas y no pudo llegar a la posición. En este momento, el Jefe de Operaciones de las FDI Yigael Yadin envió una orden a Yigal Alón: no capturar Abu Ageila hasta que el propio Alón fuera a verla.
Por la noche, la artillería israelí comenzó un bombardeo en Umm Katef. El 7.° Batallón entonces flanqueó la posición, y a las 02:30 horas del 29 de diciembre, estaba en manos israelíes. Los egipcios se retiraron a Abu Ageila, y cuando los israelíes entraron al amanecer, los egipcios huyeron a al-Arish. Diez vehículos, tres PIATs y armas pequeñas fueron capturados en Umm Katef. Mientras tanto, las fuerzas de la Brigada Harel, incluyendo su personal, también entraron en el Sinaí. Tras la captura de la zona, las fuerzas de Néguev liberaron a los prisioneros árabes palestinos que habían estado en poder de los egipcios, pero capturaron varios cientos de egipcios que se rindieron.

## Las incursiones y el avance a al-Arish

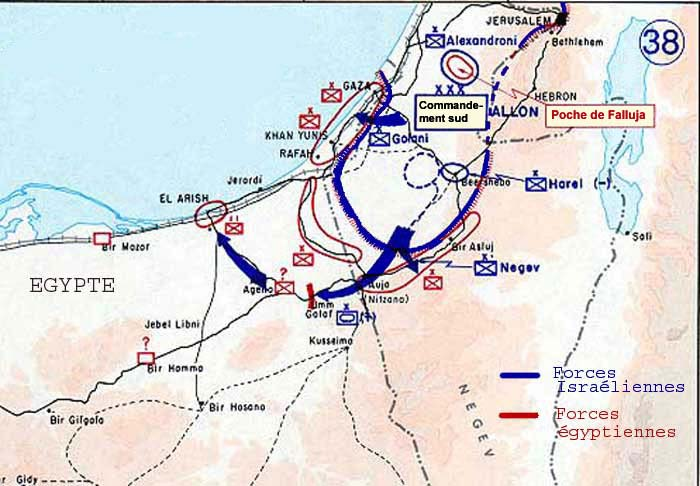
El avance israelí.

Tras la captura de Abu Ageila, el grueso del equipo especial israelí continuó hacia el norte, mientras que las unidades del 7.° Batallón permanecieron estacionadas. Las tropas israelíes se toparon con bombarderos aéreos egipcios, que intentaron frenar su avance a la zona de al-Arish. A las 15:00 horas del 29 de diciembre, el 9.° Batallón capturó el campo de aviación en Bir Lahfan sin encontrar resistencia. Por la noche, la propia Bir Lahfan, a unos 13 km al sur de al-Arish, fue tomada por el 82.° Batallón, que derrotó al batallón egipcio estacionado allí. Lograron capturar el comandante de batallón egipcio, el oficial de más alto rango capturado por Israel durante la guerra, y cuatro aviones.
Si bien el objetivo de Yigal Alón era la captura de la propia al-Arish, él retuvo esta información a sus superiores. Sus fuerzas empujaron en dirección al-Arish y se detuvieron a unos 8 km al sur de la ciudad. Temiendo por su aviación, los egipcios evacuaron las bases aéreas cercanas. Mientras tanto, el 29 de diciembre, las fuerzas de Harel y Néguev realizaron incursiones en lo profundo de la península del Sinaí. Tres pelotones del 7.° Batallón pretendieron asaltar el aeródromo de Bir al-Hamma, pero se encontraron con fuego intenso y se retiraron. Sin embargo, se las arreglaron para destruir tres aviones en tierra. El 31 de diciembre, un pelotón del 10.° Batallón (Brigada Harel) asaltó Bir al-Hassana y capturó unos 200–500 prisioneros. Otras fuerzas de Harel del 10º y 4º Batallón estacionadas en 'Auja, atacaron y capturaron Kusseima ese mismo día, tomando decenas de prisioneros.
En la noche del 29 de diciembre, Yigal Alón visitó a Nahum Sarig y al personal de la Brigada Néguev en Bir Lahfan y ordenó a sus fuerzas organizarse para la captura de al-Arish a medianoche. Luego voló a Tel Aviv para informar a Yadin, que estaba enfermo en casa, y trató de persuadirlo para autorizar su plan de capturar al-Arish y rodear a los egipcios en el corredor de Gaza. Sin embargo, no lo logró, y ordenó a sus tropas detener el asalto. Una reunión posterior con el primer ministro David Ben-Gurión en la mañana del 30 de diciembre no cambió la situación. Al día siguiente, las fuerzas israelíes volvieron a Abu Ageila. La retirada completa de la península del Sinaí duró hasta el 2 de enero de 1949.
A pesar de la negativa a luchar en el Sinaí, Yadin permitió a Alón moverse en lugar de 'Auja a Rafah, y rodear a los egipcios desde allí. A pesar del momento de Yadin y la negativa de Ben-Gurion, no habría habido casi ninguna presión internacional para detener el avance en el Sinaí, en parte porque no había quedado claro si el Sinaí de hecho había sido invadido; el 30 de diciembre los gobiernos británico y estadounidense pidieron la retirada de Israel de la frontera internacional, y los británicos permitieron a los egipcios utilizar sus bases aéreas en Egipto para repostar.

## Consecuencias
Las batallas del Sinaí terminaron oficialmente la primera parte de la Operación Horeb. Mientras que a los israelíes se les negó el espacio para maniobrar en el Sinaí contra las fuerzas egipcias, aún en su territorio, posteriormente atacaron Rafah y rodearon a toda la fuerza expedicionaria egipcia. Sin embargo, en ese momento, el gobierno egipcio anunció su intención de negociar el armisticio con los israelíes, lo que provocó que Ben-Gurión ordenara la retirada de las tropas una vez más, finalizando efectivamente la guerra.
La península del Sinaí vio una serie de escaramuzas a principios de 1950 entre las fuerzas israelíes y egipcias, que culminaron con la Operación Volcano en 1955. La siguiente guerra librada en la zona fue la guerra de Suez de 1956. El área de Umm Katef-Abu Ageila también vio combates en la guerra de los Seis Días de 1967.